# 18 Dywizja Artylerii (III Rzesza)
18 Dywizja Artylerii (niem. 18. Artillerie-Division) – niemiecka dywizja z czasów II wojny światowej. 
Utworzona 1 października 1943 roku przy Grupie Armii Środek ze sztabu i niektórych pododdziałów 18 Dywizji Pancernej. Była to jednostka ćwiczebna. Rozwiązana w lipcu 1944 roku; sztab dywizji został przekształcony w dowództwo Korpusu Pancernego Großdeutschland, pułki artylerii stały się samodzielnymi brygadami artylerii wojsk lądowych. Walczyła na froncie wschodnim przeciw Armii Czerwonej: pod Winnicą (4 Armia Pancerna, XXIV Korpus Armijny - Grupa Armii Południe), następnie od lutego 1944 roku w składzie XXXXVI Korpusu Armijnego z 1 Armii Pancernej, po czym w rejonie Kamieńca Podolskiego w składzie III Korpusu Armijnego 1 Armii Pancernej (Grupa Armii Południowa Ukraina)

## Dowódca dywizji
- generał artylerii Karl Thoholte

## Struktura organizacyjna
- 88 Pułk Artylerii (Artillerie-Regiment 88)
- 288 Pułk Artylerii (Artillerie-Regiment 288)
- 388 Pułk Artylerii (Artillerie-Regiment 388)
- 741 Bateria Dział Szturmowych (Sturmgeschütz-Batterie 741)
- 280 Batalion Artylerii Przeciwlotniczej Wojsk Lądowych (Heeres-Flakartillerie-Abteilung 280)
- 4 Batalion Obserwacyjny (Beobachtungsabteilung 4)
- 18 Bateria Prowadzenia Ognia (Feuerleit-Batterie 18)
- 88 Batalion Strzelców (Schützen-Abteilung 88)
- 88 Dywizyjny Batalion Zaopatrzeniowy (Divisionsnachschub-Abteilung 88)
- 88 Rezerwowy Batalion Artylerii (Artillerie-Feldersatz-Abteilung 88)
- 88 Oddział Zaopatrzenia (Nachschubtruppen 88)